# تيكس مورتون
تيكس مورتون (بالإنجليزية: Tex Morton)‏ هو فنان الشارع نيوزيلندي، ولد في 30 أغسطس 1916 في نيوزيلندا، وتوفي في 23 يوليو 1983.

## وصلات خارجية
- تيكس مورتون على موقع IMDb (الإنجليزية)
- تيكس مورتون على موقع ميوزك برينز (الإنجليزية)
- تيكس مورتون على موقع ديسكوغز (الإنجليزية)
- تيكس مورتون على موقع قاعدة بيانات الفيلم (الإنجليزية)